# Philip Schou
Philip Julius Schou (født 10. juli 1838 i Slagelse, død 19. september 1922 på Frederiksberg) var en dansk fabriksejer og -grundlægger.
Han blev født i Slagelse, hvor hans far, agent Hans Henrik Schou, var købmand; moderen var Martine Hedevig f. Hansen. Han gik først i Slagelse Latinskole og kom, da den blev nedlagt, til Sorø, hvorfra han blev student i 1857. I 1862 blev han cand.polyt.
Derefter indtrådte han i faderens forretning og blev i 1862 gift med Clara Maria Buch (født 1839), datter af farver E. Buch i Vordingborg. De fik i i 1877 sønnen Svend Holger og i 1878 datteren Ingeborg Hanna. 
I 1863 købte han handelsselskabet Bisserup ved Holsteinborg, og drev det til 1867, da han forpagtede det bort for senere at sælge det. I 1868 gik han i kompagni med oberst Carl Eduard von Beck om en lille fajancefabrik, Aluminia, på Christianshavn.
Da fabrikken manglede udviklingsmuligheder på Christianshavn, fik han den ved et mageskifte med tobaksfabrikant Emilius Ferdinand Nobel, 1869 flyttet til Frederiksberg. I 1872 blev virksomheden omdannet til aktieselskab, og Schou blev direktør med direktørbolig i Smallegade.
Schou udviklede virksomheden fra alene at producere fajance til også at fremstille porcelæn. Dette førte til, at Aluminia i 1882 købte Den kongelige Porcelainsfabrik, der blev flyttet til Frederiksberg. Schou moderniserede produktionen og konstruerede bl.a. nye brændeovne.
I 1872 blev han medlem af Frederiksberg Kommunalbestyrelse, hvor han sad til 1878.
Da gehejmeråd Carl Christian Hall i 1881 nedlagde sit mandat som folketingsmand i Københavns Amts 1. kreds (Frederiksberg), blev Schou hans efterfølger. Da han i 1883 blev formand for Industriforeningen, trak han sig imidlertid ud af politik. Han var formand frem til 1890 og samtidig frem til 1889 formand for Fællesrepræsentationen for dansk Industri og Haandværk. Han var regeringens delegerede ved Det tekniske Selskabs Skole 1874-1887, medlem af dens bestyrelse fra 1893, næstformand 1895, formand 1900, vicepræsident for Den Nordiske Industri-, Landbrugs- og Kunstudstilling i Kjøbenhavn 1888; i Bestyrelsen for Kunstindustrimuseet 1894-1898. Han var konferensråd og Kommandør af 2. grad af Dannebrogordenen.
I 1897 blev datteren Ingeborg Hanna gift med Frederik Dalgas, senere direktør i Aluminia og Den kongelige Porcelainsfabrik. 
Philip Schou døde i 1922 og har en vej, Philip Schous Vej, på Frederiksberg opkaldt efter sig.